# Takahe Nunatak
Takahe Nunatak är en nunatak i Antarktis. Den ligger i Östantarktis. Nya Zeeland gör anspråk på området. Toppen på Takahe Nunatak är 1 100 meter över havet.
Terrängen runt Takahe Nunatak är kuperad åt nordost, men åt sydväst är den bergig. Havet är nära Takahe Nunatak åt nordost. Trakten är obefolkad. Det finns inga samhällen i närheten. 